# Maria O'Neill
Maria da Conceição Infante de Lacerda Pereira de Eça Custance O'Neill (Lisboa, 19 de novembro de 1873 - Costa brasileira, 23 de março de 1932), conhecida como Maria O'Neill, foi uma escritora, poetisa, feminista, jornalista, teosofista e espírita portuguesa.

## Biografia

### Família e Origens
Maria O’Neill nasceu em Lisboa, a 19 de Novembro de 1873, filha de Carlos Tomás Torlades O'Neill, descendente do clã gaélico Clanaboye da dinastia O'Neill da Irlanda do Norte, e Maria Carlota Pereira Infante de Lacerda Pereira d'Eça, filha do general minhoto José António Pereira d'Eça, responsável pela criação do Asilo de Inválidos Militares de Runa, sendo ambos oriundos de famílias abastadas com longas carreiras militares e proprietárias de terras e negócios, como a Casa Comercial Torlades, a Quinta dos Bonecos, a Quinta da Saboaria e a Quinta das Machadas em Setúbal. Era prima do escritor Eça de Queiroz.

### Carreira Literária
Aos 10 anos publicou a sua primeira obra de nome "O Morgado do Juncal", e em 1908, o seu primeiro livro de poesia, "Nimbos", o qual continha o prefácio do poeta Raimundo António de Bulhão Pato. Durante a sua carreira literária publicou vários trabalhos, como "A Luta de Sentimentos", "Ilusão Desfeita", "Um Drama de Ciúme", "Amar é sofrer", "Um noivado feliz", "Salmos de Amor", "Vida Real", "Almas Femininas", "A Víbora", "Folhas Soltas", "O Colar de Vera" e "O Amor tudo consegue", entre outros, abrangindo um leque de géneros literários, entre romances, contos, tanto para adultos como para crianças, biografias e ainda artigos jornalísticos. Tal como Ana de Castro Osório, Virgínia de Castro e Almeida e Emília de Sousa Costa, Maria O'Neill publicou vários contos infantis, de carácter pedagógico, considerados dos melhores em língua portuguesa à época, sendo traduzidos para vários idiomas. Para além do seu nome, chegou a assinar obras sob o pseudónimo Lina Marville.
Para além da actividade literária, colaborou com diversos periódicos e revistas da época, nomeadamente nas edições de Brasil-Portugal (1899-1914), Bem Público, Espiritismo, Actualidades, Alma Feminina (1917-1946), Serões (1910-1911), Illustração Portugueza (1903-1924), A Sátira (1911), Correio da Europa, Intrasigente, Jornal da Mulher, O Soneto Neo-Latino, A Vida Elegante (1915), e Almanaque das Senhoras (1921-1924), da qual foi directora de redacção. Registou referências elogiosas em O Comércio do Porto (1929), na Gazeta de Coimbra (1929), O Primeiro de Janeiro (1929), entre outros.

### Casamento e Descendência
Casou-se em 1890, em Lisboa, com António de Bulhões (1870-?), com o qual teve quatro filhos: Maria Antónia, Luís, José António e Maria Francisca Pereira de Eça O'Neill de Bulhões. Era avó do escritor e poeta Alexandre O'Neill.

### Ativismo, Feminismo e Espiritismo
Tornou-se membro da Academia de Ciências de Lisboa, era vegetariana e iniciou-se na Teosofia, uma escola mística ou movimento iniciático que propunha que todas as religiões surgiam a partir de ensinamentos de tronco comum, enquanto buscavam conhecimento sobre os mistérios da existência humana, o começo da vida e da natureza, tendo-se interessado posteriormente pelo espiritismo, ao qual dedicou até ao fim dos seus dias uma grande parte da sua existência.
Participou no Primeiro Congresso Espírita Português (1925), tendo presidido à Mesa dos Trabalhos do Congresso, e posteriormente colaborado com a Federação Espírita Portuguesa. Fez parte da redacção da Revista de Espiritismo, em que sempre colaborou, e em 27 de Agosto de 1929, juntamente com mais quatro amigos, fundou o Grupo Espírita Perdão e Caridade, tendo colaborado activamente para a fundação do Centro Espírita Perdão e Caridade, em Lisboa, no ano de 1932.
Em 1920, tornou-se num dos nomes mais emblemáticos do Conselho Nacional das Mulheres Portuguesas (CNMP), quando proferiu, na Associação dos Caixeiros, a tese “A ferocidade do egoísmo”. Nos seguintes anos participou em diversas iniciativas e conferências ligadas à organização feminista, tornando-se presidente da Comissão de Assistência Social (1922-1923; 1925-1929; 1931-1932), Trabalho (1924) e das Ligas de Bondade (1924). Participou ainda no Primeiro e Segundo Congresso Feminino e de Educação, sendo a autora das teses “Assistência e trabalho”, “As ligas de bondade” (1924) e “O voto às mulheres” (1928), e nos Congressos da Liga Portuguesa Abolocionista (1926 e 1929).

### Fim de Vida
Em 1930 viajou para o Brasil, onde realizou uma série de conferências sobre assuntos literários e espíritas. De regresso a Portugal, foi novamente convidada para regressar ao Brasil, em Fevereiro de 1932, para falar num novo ciclo de conferências sobre o espiritismo, contudo, o seu estado de saúde encontrava-se bastante debilitado quando desembarcou em Salvador, na Bahia, tendo decidido retornar com urgência a Lisboa. Faleceu em alto mar, a bordo do barco a vapor alemão "General Osório", dois dias após ter iniciado a viagem de regresso a Portugal, perto de Cabo Verde. O seu corpo foi sepultado no mar.

## Obras
- Tudo perdido: poema dramático ..., 1910
- Um imitador de Sherlock Holmes: 10 contos, década de 1910
- O livro de Marieta, 1912 (com Henrique Marques Júnior)
- Luta de sentimentos: romance, 1912
- Um Drama de ciúme: (elles e ellas), 1913
- Horas de folga (1913)
- A Marqueza de Valle Negro (romance) 1914
- Por bom caminho: novela, 1914
- Alegrias, 1916
- Cartas da guerra: viva a França!, (jornalismo/não ficção) 1916
- Almas femininas, 1917
- Os contos da mamã, 1918
- Maurício e Beatriz, 1920
- O Colar de Vera, 1923
- A víbora: romance, 1930